# Jacques Delille
Jacques Delille, född 22 juni 1738, död 1 maj 1813, var en fransk abbé, skald och översättare.
Delille var professor i latinsk litteratur vid Collège de France, och blev 1774 ledamot av Franska akademin. Delille är främst känd för sin översättning av Vergilius Georgica (1769). Bland hans övriga arbeten märks lärodikterna Les jardins ou l'art d'embellir les paysages (1782) samt L'homme des champs ou les géorgiques françaises (1802). Hans samlade verk utgavs 1824.